# Jureczkowa
Jureczkowa – wieś w Polsce położona w województwie podkarpackim, w powiecie bieszczadzkim, w gminie Ustrzyki Dolne. Miejscowość leży przy DW890 w pobliżu źródła rzeki Wiar prawego dopływu Sanu.
| SIMC    | Nazwa   | Rodzaj    |
| ------- | ------- | --------- |
| 0361590 | Braniów | część wsi |

W Jureczkowej znajduje się dawna drewniana cerkiew greckokatolicka z 1914 przeniesiona tu w 1978 z Nowosielc Kozickich, która pełni funkcję rzymskokatolickigo kościoła filialnego parafii w Wojtkowej. 
W II Rzeczypospolitej wieś położona powiecie dobromilskim województwa lwowskiego. W latach 1944–1945 nacjonaliści ukraińscy z OUN-UPA zamordowali tutaj 14 Polaków. Po wojnie wieś została częściowo rozebrana.
W latach 1975–1998 miejscowość administracyjnie należała do województwa krośnieńskiego.
Z Jureczkowej pochodził Mieczysław Korwin uczestnik powstania styczniowego z 1864, właściciel dóbr Jureczkowa. 
Z Jureczkowej pochodzi też Stanisław Grochmal (1911–1995) – polski naukowiec, profesor medycyny, w l. 1965–1968 rektor Wyższej Szkoły Wychowania Fizycznego w Krakowie, działacz społeczny i współpracownik Fundacji im. Brata Alberta. 